# 文化語 (朝鮮語)
文化語（ぶんかご、朝: 문화어 (文化語)、韓: 북한어 / 북한말 (北韓語)、英: North Korean standard language）は、朝鮮民主主義人民共和国（北朝鮮）における朝鮮語の標準語である。

## 概要
『조선말대사전（朝鮮語大辞典）』（2017年）では、「平壌語を基礎として築かれた規範的な言葉。偉大なる首領金日成同志と偉大なる指導者金正日同志、敬愛する最高指導者金正恩同志の革命的文風を手本として民族語のあらゆる優秀な要素を集大成した素晴らしい言葉」とされる。また、『朝鮮語規範集』（2010年）中の「文化語発音法」の総則によれば、「朝鮮語発音法は、革命の首都・平壌を中心地とし、平壌語を土台として成り立った文化語の発音に基づく」とされる。
このように、北朝鮮での定義によれば文化語は、西北方言に属す平壌語を土台としていることになる。しかしながら、査定した朝鮮語標準語集からつながる文化語制定の歴史的経緯や、文化語の態様などを考えれば、文化語は純粋な平壌方言に基づくものではなく、ソウル方言を中心とした中部方言を土台として、それに平壌方言的な要素や語彙整理の成果などを若干加えて形作られたものであると考えられる。
2023年1月19日、最高人民会議第14期第8回会議に、「朝鮮民主主義人民共和国平壌文化語保護法」が全員賛成で採択された。

## 背景
1945年の朝鮮解放後、38度線以北の北朝鮮では民間学術団体の朝鮮語学会（現・ハングル学会）が解放前に制定した「朝鮮語綴字法統一案」（1933年）と「査定した朝鮮語標準語集」（1936年）を引き続き使用した。朝鮮語学会の定めた標準語は「中流社会で用いるソウル語」としていたので、この当時の北朝鮮の標準語もこれに準拠していたと見られる。北朝鮮では「朝鮮語綴字法統一案」に代わる正書法として、1954年に「朝鮮語綴字法」を定めたが、この段階ではまだ旧来の「標準語」という概念を用いていた（第6章は「標準発音法および標準語と関連した綴字法」という見出しである）。その一方で、「朝鮮語綴字法」では「달걀→닭알」（鶏卵）、「도둑→도적」（泥棒）など、13の標準語の単語について修正を加えており、北朝鮮の言語使用の実情に合わせたと見られる若干の修正も試みられている。
1960年代に入り、いわゆる「主体思想」が台頭するとともに、言語政策においても北朝鮮の独自性を唱えるようになる。そのような中、1966年5月14日に金日成により「朝鮮語の民族的特性を正しく活かしていくことについて（朝: 조선어의 민족적특성을 옳게 살려나갈데 대하여）」が発表される。これはロシア語、英語、日本語などから導入された不要な外来語や不要な漢字語を固有語に言い換える国語醇化を推進することを主眼としたものであるが、標準語については以下のような言及がある。
このようにして、ソウル語を基礎とした「標準語」と差別化を図る形で、北朝鮮の「文化語」という概念が形作られた。

## 特徴
文化語は、「平壌語を基準」とすると定義されているものの、その特徴をみる限り、平壌方言をそのまま導入して作られたものとは言いがたい。上述のような経緯から、朝鮮語学会が定めた（ソウル方言を土台にした）標準語を基に、醇化語を導入したり、いくつかの平壌方言的な要素を取り入れたりして修正した標準語が文化語であるということができる。

### 語彙
文化語と標準語との違いが最も大きいのは語彙である。その要因として、社会制度の差異により諸般の社会的な用語が異なる用いられ方をしたこと、国語醇化により語彙に違いが生じたこと、という2点が挙げられよう。方言的な要因による南の標準語との違いを見ると、若干の語彙において平壌方言に由来すると見られる語彙が存在する。以上のような朝鮮の固有語だけでなく、漢字語や外来語の表記が文化語と標準語で異なる場合もある。以下ではその代用的な例をいくつか取り上げる。

#### 文化語と標準語で漢字語の表記が異なる例
| 日本語                   | 文化語             | 標準語             |
| ------------------------ | ------------------ | ------------------ |
| 女性                     | 녀성               | 여성               |
| 朝鮮民主女性同盟         | 조선민주녀성동맹   | 조선민주여성동맹   |
| 冷麺                     | 랭면               | 냉면               |
| 旅人宿（旅館）           | 려인숙             | 여인숙             |
| 旅券（パスポート）       | 려권               | 여권               |
| 連結                     | 련결               | 연결               |
| 列車                     | 렬차               | 열차               |
| 連盟                     | 련맹               | 연맹               |
| 朝鮮基督教連盟           | 조선그리스도교련맹 | 조선그리스도교연맹 |
| 連合                     | 련합               | 연합               |
| 連合国                   | 련합국             | 연합국             |
| 労働者                   | 로동자             | 노동자             |
| 老人                     | 로인               | 노인               |
| 籠球（バスケットボール） | 롱구               | 농구               |
| 礼儀                     | 례의               | 예의               |
| 理由                     | 리유               | 이유               |
| 楽園                     | 락원               | 낙원               |
| 理髪所                   | 리발소             | 이발소             |
| 洛東江                   | 락동강             | 낙동강             |

#### 文化語と標準語で人名の表記が異なる例
| 漢字   | 文化語 | 標準語 | 備考                             |
| ------ | ------ | ------ | -------------------------------- |
| 李成桂 | 리성계 | 이성계 | 朝鮮初代君主                     |
| 梁世奉 | 량세봉 | 양세봉 | 日本植民地時代の朝鮮の独立運動家 |
| 李承晩 | 리승만 | 이승만 | 第1・2・3代大韓民国大統領        |
| 盧泰愚 | 로태우 | 노태우 | 第13代大韓民国大統領             |
| 盧武鉉 | 로무현 | 노무현 | 第16代大韓民国大統領             |
| 李明博 | 리명박 | 이명박 | 第17代大韓民国大統領             |
| 李同国 | 리동국 | 이동국 | 韓国のサッカー選手               |

#### 文化語では翻訳語、標準語では外来語が使われる例
| 日本語                 | 文化語        | 文化語                                                                        | 標準語               | 標準語                                    |
| 日本語                 | 表記          | 由来                                                                          | 表記                 | 備考                                      |
| ---------------------- | ------------- | ----------------------------------------------------------------------------- | -------------------- | ----------------------------------------- |
| クリック               | 찰칵          |                                                                               | 클릭                 | click                                     |
| サーバ                 | 봉사기        | 直訳: 奉仕器                                                                  | 서버                 | server                                    |
| ジャバスクリプト       | (쟈바)각본    | 直訳: ジャバ脚本                                                              | 자바스크립트         | Java script                               |
| タブレットコンピュータ | 판형콤퓨터    | 直訳: 板型コンピュータ （板型コンピュータ三池淵（朝鮮語: 판형 콤퓨터 삼지연） | 태블릿 컴퓨터        | Tablet Computer                           |
| ダンクシュート         | 꽂아넣기      |                                                                               | 덩크 슛              | dunk shoot                                |
| ヘアドライヤー         | 건발기        | 直訳: 乾髪機                                                                  | 헤어드라이어         | hair dryer                                |
| テレビチャンネル       | 텔레비죤 통로 | 直訳: テレビジョン通路                                                        | 텔레비전 채널        | television channel                        |
| ソプラノ               | 녀성고음      | 直訳: 女性高音もしくは女声高音                                                | 소프라노             | イタリア語: soprano                       |
| メゾソプラノ           | 녀성중음      | 直訳: 女性中音もしくは女声中音                                                | 메조소프라노         | イタリア語: mezzo-soprano                 |
| アルト                 | 녀성저음      | 直訳: 女性低音もしくは女声低音                                                | 알토                 | イタリア語: alto                          |
| テノール               | 남성고음      | 直訳: 男性高音もしくは男声高音                                                | 테너                 | tenor                                     |
| バリトン               | 남성중음      | 直訳: 男性中音もしくは男声中音                                                | 바리톤               | baritone                                  |
| バス                   | 남성저음      | 直訳: 男性低音もしくは男声低音                                                | 베이스               | bass                                      |
| ワンピース             | 외동옷        | 直訳: 一人っ子の服                                                            | 원피스               | one-piece dress                           |
| キャラメル             | 기름사탕      | 直訳: 油砂糖                                                                  | 캐러멜               | caramel                                   |
| ヘリコプター           | 직승기        | 直訳: 直昇機                                                                  | 헬리콥터             | helicopter                                |
| ハンドリング           | 손다치기      |                                                                               | 핸들링               | handling                                  |
| ビデオテープ           | 록화기        | 直訳: 録画機                                                                  | 비디오 테이프 레코더 | video tape recorder, VTR                  |
| ピタゴラスの定理       | 세평방 정리   | 直訳: ３平方定理                                                              | 피타고라스의 정리    | Pythagoras's theorem                      |
| フリーキック           | 페널티킥      | 直訳: ペナルティーキック                                                      | 프리킥               | free kick                                 |
| ポールダンス           | 기둥춤        | 直訳: 柱踊り                                                                  | 폴댄스               | pole dance                                |
| アイスクリーム         | 에스키모      | 直訳: エスキモー                                                              | 아이스크림           | ice cream（北でも아이스크림が用いられる） |
| ハンバーガー           | 고기겹빵      | 直訳: 肉の八重パン                                                            | 햄버거               | hamburger（北でも햄버거が用いられる）     |
| ゴールキーパー         | 문지기        | 直訳: 門守り                                                                  | 골키퍼               | goal keeper                               |
| ストッキング           | 스토킹        | stocking                                                                      | 스타킹               | stocking                                  |
| パンティーストッキング | 양말바지      | 直訳: 靴下ズボン                                                              | 팬티스타킹           | pantyhose                                 |

#### 文化語と標準語で外来語の表記が異なる例
| 日本語         | 文化語   | 文化語             | 標準語   | 標準語           |
| 日本語         | 表記     | 由来               | 表記     | 由来             |
| -------------- | -------- | ------------------ | -------- | ---------------- |
| エネルギー     | 에네르기 | 日本語: エネルギー | 에너지   | 英語: energy     |
| キャンペーン   | 깜빠니아 | ロシア語: кампания | 캠페인   | 英語: campaign   |
| キロ           | 키로     | 日本語: キロ       | 킬로     | 英語: kilo       |
| コップ         | 고뿌     | 日本語: コップ     | 컵       | 英語: cup        |
| コンピューター | 콤퓨터   | 英語: computer     | 컴퓨터   | 英語: computer   |
| テレビ         | 텔레비죤 | 英語: television   | 텔레비전 | 英語: television |
| トラクター     | 뜨락또르 | ロシア語: трактор  | 트랙터   | 英語: tractor    |
| ビデオ         | 비데오   | 日本語: ビデオ     | 비디오   | 英語: video      |
| ページ         | 페지     | 日本語: ページ     | 페이지   | 英語: page       |
| ラジオ         | 라지오   | 日本語: ラジオ     | 라디오   | 英語: radio      |
| レール         | 레루     | 日本語: レール     | 레일     | 英語: rail       |

#### 文化語と標準語で国名の表記が異なる例
| 日本語               | 文化語                         | 標準語                              | 由来 |
| -------------------- | ------------------------------ | ----------------------------------- | --- |
| アラブ首長国連邦     | 아랍추장국련방                 | 아랍 에미리트 연합                  | Arab酋長國聯邦、Arab Emirates 聯合                                                                       |
| アンギラ             | 앵귈러                         | 앵귈라                              | 英語: Anguilla                                                                                           |
| イタリア             | 이딸리아                       | 이탈리아                            | ロシア語: Италия                                                                                         |
| ウズベキスタン       | 우즈베끼스딴                   | 우즈베키스탄                        | ロシア語: Узбекистан                                                                                     |
| エジプト             | 애급、에짚트                   | 이집트                              | ロシア語: Египет、北朝鮮は過去にも「애급（埃及のチョソングル表記）」の表記を使っていた。                 |
| オーストラリア       | 오스트랄리아                   | 오스트레일리아/호주                 | 英語: Australia                                                                                          |
| オランダ             | 네데를란드                     | 네덜란드                            | オランダ語: Nederland                                                                                    |
| カタール             | 까타르                         | 카타르                              | ロシア語: катар                                                                                          |
| カナダ               | 카나다                         | 캐나다                              | ロシア語: Канада、フランス語: Canada                                                                     |
| 南朝鮮               | 남조선、한국                   | 남한                                | 南朝鮮、韓國、南韓                                                                                       |
| カンボジア           | 캄보쟈                         | 캄보디아                            | ロシア語: Камбоджа                                                                                       |
| キューバ             | 꾸바                           | 쿠바                                | ロシア語: Куба                                                                                           |
| ジョージア           | 그루지야                       | 조지아                              | ロシア語: Грузия                                                                                         |
| シリア               | 수리아                         | 시리아                              | アラビア語: سوريا                                                                                        |
| スペイン             | 에스빠냐                       | 스페인                              | スペイン語: España                                                                                       |
| セルビア             | 쓰르비아                       | 세르비아                            | セルビア語: Србија                                                                                       |
| ソビエト連邦（ソ連） | 쏘베트사회주의공화국련맹, 쏘련 | 소비에트 사회주의 공화국 연방, 소련 | ロシア語: Советский Союз                                                                                 |
| タイ                 | 타이                           | 태국                                | タイ語: ประเทศไทย                                                                                        |
| チェコスロバキア     | 체스꼬슬로벤스꼬               | 체코슬로바키아                      | チェコ語: Československo                                                                                 |
| チュニジア           | 뜌니지                         | 튀니지                              | ロシア語: Тунис                                                                                          |
| トーゴ               | 또고                           | 토고                                | ロシア語: Того                                                                                           |
| トルコ               | 뛰르끼예                       | 터키/튀르키예                       | トルコ語: Türkiye                                                                                        |
| ハイチ               | 아이띠                         | 아이티                              | フランス語: Haïti                                                                                        |
| パレスチナ           | 팔레스티나                     | 팔레스타인                          | アラビア語: جمهورية فلسطين                                                                               |
| ハンガリー           | 마쟈르                         | 헝가리                              | ハンガリー語: Magyarország                                                                               |
| バングラデシュ       | 방글라데슈                     | 방글라데시                          | ロシア語: Бангладеш                                                                                      |
| ブルガリア           | 벌가리아                       | 불가리아                            | ロシア語: Болгария                                                                                       |
| ベトナム             | 윁남                           | 베트남                              | 「베트남」は「Việt Nam」の朝鮮語発音転記。かつては「월남（越南のハングル表記）」とも表記。               |
| ベラルーシ           | 벨라루씨                       | 벨라루스                            | ロシア語: Беларусь                                                                                       |
| ペルー               | 뻬루                           | 페루                                | ロシア語: Перу                                                                                           |
| ポーランド           | 뽈스까                         | 폴란드                              | ポーランド語: Polska                                                                                     |
| ポルトガル           | 뽀르뚜갈                       | 포르투갈                            | ポルトガル語: Portugal                                                                                   |
| メキシコ             | 메히꼬                         | 멕시코                              | スペイン語: México                                                                                       |
| ルーマニア           | 로므니아                       | 루마니아                            | ルーマニア語: România                                                                                    |
| ロシア               | 로씨야                         | 러시아                              | ロシア語: Россия                                                                                         |
| アメリカ             | 미국                           | 미국                                | ハングル表記は同じだが、国語辞典上の参考表示としての漢字表記が異なる。北朝鮮は「米國」。韓国は「美國」。 |

#### 文化語と標準語で都市名の表記が異なる例
| 日本語         | 文化語         | 標準語         | 由来                                                                                    |
| -------------- | -------------- | -------------- | --------------------------------------------------------------------------------------- |
| ウラジオストク | 울라지보스또크 | 블라디보스토크 | ロシア語: Владивосток                                                                   |
| バレー         | 밸리           | 더밸리         | 英語: Valley                                                                            |
| 東京           | 도꾜           | 도쿄           | 日本語: 東京。しかし、かつては「동경（漢字のハングル表記）」とも表記。                  |
| プラハ         | 쁘라하         | 프라하         | チェコ語: Praha                                                                         |
| ブリュッセル   | 브류쎌         | 브뤼셀         | オランダ語: Brussel                                                                     |
| ワルシャワ     | 와르샤와       | 바르샤바       | ポーランド語: Warszawa                                                                  |
| ホーチミン市   | 호지명시       | 호찌민시       | 韓国では「Hồ Chí Minh」を音訳し、北朝鮮では漢字「胡志明」のチョソングルを転写している。 |

### 音韻
平壌を含む旧平安道一帯で使用されている西北方言（平安道方言）の特徴として、ㄷ の口蓋音化が起きていないことが挙げられる。朝鮮半島中南部の方言では、近世朝鮮語期において /i/ あるいは半母音 /y/ に先行する /ㄷ/ が口蓋化し /ㅈ/ に変化した。例えば、中期朝鮮語の「둏다（よい）」はソウル方言ではㄷが口蓋音化して「좋다」となるが、平壌方言では「돟다」のようにㄷが保たれる。また、平壌方言では母音 /i/ あるいは半母音 /y/ に先行する語頭の子音 /ㄴ/ が脱落しない。例えば、「歯」の意の単語は、ソウル方言「이」に対して平壌方言「니」である。しかしながら、文化語はこのような平壌方言の典型的な音的特徴を反映しておらず、原則的に朝鮮語学会が定めた標準語と同様の音的特徴、すなわちソウル方言的な特徴をよく反映している。
なお、「로동（労働）」など語頭の /r/ 音を維持する発音規則は、1954年の「朝鮮語綴字法」においてすでに規定されている。

### 文法
文法項目を見ても、平壌方言的な特徴は文化語にほとんど見られない。例えば、「바다이（海が）」における母音語幹の体言に付く主格「-이」、「봔（見たの？）」における下称の疑問形「-안/-언」など、平壌方言に見られるさまざまな文法的な形態の多くは、文化語に採用されていない。平壌方言に由来する文法形式で文化語に採用されたものとしては、過去継続を表す「-더랬-」などがある。
- 학창시절에 권투를 하더랬다. 「学生時代にボクシングをしていた。」

文化語には、中部方言に由来すると推測される形式であっても、大韓民国（以下、「韓国」）の標準語と微妙に形式の異なるものがいくつかある。例えば韓国の標準語形「-고자 하다」（…しようとする）に対して、文化語形は「-고저 하다」である。「-고저 하다」という形式は韓国の話し言葉においても現れる形式であり、そのような形式を文化語で採用したものと考えられる。